# Contea di New Madrid
La contea di New Madrid, in inglese New Madrid County, è una contea dello Stato del Missouri, negli Stati Uniti. La popolazione al censimento del 2000 era di 19 760 abitanti. Il capoluogo di contea è New Madrid, già Nueva Madrid, fondata dagli spagnoli.

## Storia
I franco-canadesi della Nuova Francia raggiunsero quest'area nel 1781 e stabilirono il primo insediamento europeo nel sito dell'attuale Nueva Madrid lungo il Mississippi, luogo allora occupato dai nativi Delaware. Successivamente la Francia cedette questa regione alla Spagna in seguito alla sconfitta nella guerra dei sette anni. Il governatore spagnolo, Bernardo de Gálvez, ingaggiò il colonnello del New Jersey William Morgan, un veterano della guerra d'indipendenza americana, come empresario per reclutare nuovi coloni che si stabilissero in quelle terre. Morgan raccolse circa 2 000 cittadini statunitensi prima che la Spagna restituisse questo territorio alla Francia alla fine del XVIII secolo. Dopo il fallito tentativo di riprendere il controllo della colonia di Saint-Domingue, dove infuriava la ribellione degli schiavi, la Francia abbandonò il Nord America, vendendo i suoi vasti territori ad ovest del fiume Mississippi agli Stati Uniti con il cosiddetto "Acquisto della Louisiana" nel 1803.
La contea si trova in una zona sismica attraversata dalla faglia di New Madrid. Il 16 dicembre 1811 fu colpita da un forte terremoto seguito da una serie di più di 1 000 repliche culminate il 7 febbraio 1812 con scosse di magnitudo ben oltre il 7º grado della scala Richter. Il sisma venne avvertito su una superficie di 130 000 km2, distrusse edifici e provocò la modifica del corso del Mississippi causandone lo straripamento in vari punti. Si trattò di uno dei più forti terremoti mai registrati negli Stati Uniti continentali.
La contea di New Madrid fu istituita il 1º ottobre 1812, con una legge della prima Assemblea Generale del Territorio del Missouri. A partire dal 1822 il capoluogo della contea venne stabilito nella località di New Madrid.
Nella golena del Mississippi è stato a lungo coltivato il cotone sfruttando il lavoro degli schiavi afroamericani.
La contea raggiunse il maggior numero di abitanti nel 1940. Molti residenti abbandonarono le zone rurali tra gli anni Cinquanta e Settanta in cerca di migliori condizioni di lavoro nel  Nord e nel Midwest e la popolazione continuò a diminuire.

## Geografia fisica
La contea si trova nella parte sud-orientale dello Stato. L'U.S. Census Bureau certifica che l'estensione della contea è di 1808 km², di cui 1756 km² composti da terra e i rimanenti 52 km² composti di acqua.

### Contee confinanti
- Contea di Scott (Missouri) - nord
- Contea di Mississippi (Missouri) - nord-est
- Contea di Fulton (Kentucky) - est
- Contea di Lake (Tennessee) - sud-est
- Contea di Pemiscot - sud
- Contea di Dunklin - sud-ovest
- Contea di Stoddard - nord-ovest

## Società

### Evoluzione demografica
Al censimento del 2000 contava 19 760 abitanti (5508 famiglie) e 8600 unità abitative (5 per km²). La componente etnica era per l'83.21% caucasici, 15.36% afroamericani, 0.93% ispanici, 0.19% nativi americani, 0.14% asiatici.
Il 26.40% della popolazione era sotto i 18 anni, il 15.50% sopra i 65 anni.
Il reddito procapite si attesta sui 14204 dollari. Il 22.10% della popolazione è sotto la soglia di povertà.

## Città e paesi
- Canalou
- Catron
- Conran
- Gideon
- Howardville
- Kewanee
- Lilbourn
- Marston
- Matthews
- Morehouse
- New Madrid
- North Lilbourn
- Parma
- Portageville
- Risco
- Sikeston
- Tallapoosa

## Strade principali
- U.S. Route 61
- U.S. Route 62
- Interstate 55